# Tomislav Sunić
Tomislav Sunić (Zagreb, 3 de febrero de 1953), también conocido como Tom Sunic es un ensayista, filósofo, cientista político, diplomático, académico, traductor, exprofesor universitario y militante de extrema derecha croata nacionalizado estadounidense.
De ideología anticapitalista, anticomunista, anticristiana y anti-demócrata, sus ideas son citadas como parte de la Nouvelle Droite europea, movimiento que ayudó a extender en Norteamérica.

## Biografía

### Primeros años
Nació en Zagreb, República Federal Socialista de Yugoslavia, hijo de croatas católicos. Se naturalizó norteamericano. Su padre, Mirko Sunić (1915–2008) era abogado en la Yugoslavia comunista, quien, junto con la hermana de Tomislav, Mirna Sunić, eran "presos de consciencia". Los dos fueron acusados de crear "propaganda hostil" según el artículo 133 del Código Penal yugoslavo, y el tribunal los condenó a 4 y 1 años de prisión respectivamente. Mirko Sunić fue defendido por Amnistía Internacional y 15 congresistas de los Estados Unidos en 1985. Mirko Sunić escribió, en 1996, Moji inkriminirani zapisi ("Mis registros incriminatorios").

### Estudios
Tomislav Sunić completó dos licenciaturas (B.A.): una en Literatura Inglesa (1977) y otra en Literatura Francesa (1978), ambas por la Universidad de Zagreb. De 1980 a 1982 trabajó en Argelia como intérprete para la empresa de construcción yugoslava-croata Ingra. Emigró a los Estados Unidos, donde recibió una maestría (M.A.) en Relaciones Internacionales por la Universidad Estatal de California, Sacramento en 1985. Recibió un doctorado (Ph.D.) en Ciencias Políticas en 1988 de la Universidad de California, Santa Bárbara con una tesis sobre la Nouvelle Droite que fue la base para su trabajo más destacado, Against Democracy and Equality: The European New Right.

### Carrera diplomática, académica e intelectual
Durante sus estudios de posgrado hizo gestiones a favor de los prisioneros croatas en Yugoslavia y escribió para el quincenal croata Nova Hrvatska con sede en Londres y la revista trimestral literaria croata con sede en Madrid Hrvatska Revija (Revista Croata).
Enseñó en la Universidad Estatal de California (1988-9), la Universidad de California (1989-90) y Juniata College (Pensilvania) (1990-3). De 1993 a 2001, ocupó diversos cargos diplomáticos con el gobierno croata en Zagreb, Londres, Copenhague y Bruselas. Enseñó en el Anglo-American College (actual Anglo-American University) de Praga, y actualmente reside en Zagreb, donde trabaja como escritor independiente.
Los libros y puntos de vista de Sunić pueden describirse como al cercanos a GRECE, una escuela de pensamiento liderada por Alain de Benoist, quien escribió un prefacio al libro de Sunić y cuyos artículos Sunić a menudo se traducen al inglés. Sunić ha escrito, traducido y dado conferencias en inglés, alemán, francés y croata sobre muchos autores, novelistas y pensadores políticos que pueden ser llamados los predecesores de la Nueva Derecha Europea (como los agrarios del sur, Emile Cioran, Ernst Jünger y Louis-Ferdinand Céline). La "Nueva Derecha Europea", o Nouvelle Droite, es un nombre para varias formas de movimientos culturales y agrupaciones políticas conservadoras, de derecha o disidentes que surgieron en oposición al medio académico liberal e izquierdista de la mitad a finales del siglo XX. Los críticos han acusado a De Benoist de desarrollar un nuevo "fascismo cultural" y han descrito a los defensores de la escuela de pensamiento de Sunić como "fascistas letrados".
El profesor y psicólogo evolucionista Kevin B. MacDonald -ahora retirado- de la Universidad Estatal de California, Long Beach, un destacado intelectual de extrema derecha que se ha descrito como "El Marx de los antisemitas", escribió una introducción al libro de Sunić Homo Americanus (2007), un libro que trata sobre la mentalidad judeocristiana y sus modalidades seculares en los Estados Unidos. En la introducción, MacDonald afirma que "aborda el mundo moderno del hiperliberalismo, el capitalismo globalista y la crisis de nuestra civilización indoeuropea heredada".
Sunić es crítico con el monoteísmo judeocristiano, al que atribuye el surgimiento del comunismo y el liberalismo.
Sunić ha sido crítico con los cambios legislativos posteriores a la Segunda Guerra Mundial en Europa, con respecto a la inmigración no blanca en Europa y las restricciones a la libertad de expresión. Ha asistido y hablado en algunas conferencias organizadas y asistidas por revisionistas históricos. En agosto de 2003, pronunció una conferencia en alemán, junto con el exabogado de extrema derecha Horst Mahler, que actualmente cumple una condena de prisión en Alemania por negación del Holocausto, en una conferencia patrocinada por el Partido Nacionaldemócrata de Alemania. Ha sido ocupado cátedras sobre Carl Schmitt, un jurista alemán, que tuvo bastante influencia tanto en la Alemania nacionalsocialista como en la ideas de la nueva izquierda. Los artículos de Sunić han sido publicados en una variedad de revistas estadounidenses, francesas, alemanas y croatas, incluyendo el ya desaparecido Journal of Historical Review.
Si bien sus controvertidas perspectivas sobre la raza y el monoteísmo judeocristiano han ganado influencia (tanto de partidarios de la extrema derecha como de críticos de la izquierda), ha hablado y escrito sobre una variedad de temas filosóficos y religiosos. Sus artículos y cartas sobre Yugoslavia han aparecido en una variedad de publicaciones importantes, incluyendo Le Monde, Frankfurter Allgemeine Zeitung, Washington Times, New York Times, New York City Tribune, Pravda.ru, Chicago Tribune, Arutz Sheva, Evening Standard y Christian Science Monitor, entre otros.

## Libros
- Homo Americanus: Child of the Postmodern Age (2018)
- Postmortem Report: Cultural Examinations from Postmodernity, preface Kevin MacDonald (2017)
- Titans are in Town: A Novella and Accompanying Essays (2017)
- La Nueva Derecha Europea" (1ª edición, Tarragona)] (2014)
- "Nieuw Rechts. Voor een andere politieke cultuur" (Belgium: Uitgeverij iD) ] (2014)
- Chroniques des Temps Postmodernes (2014)
- Against Democracy and Equality: The European New Right (2011)
- La Croatie: un pays par défaut? Archivado el 28 de marzo de 2015 en Wayback Machine. (June 2010)
- Homo americanus:: Child of the Postmodern Age (June 2007)
- Fragmenti metapolitike ( Zagreb: K. Kresimir)  (1998)
- Titoism and Dissidence; Studies in the History and Dissolution of Communist Yugoslavia (1995)